# Hjerk Kirke
Hjerk Kirke er en sognekirke, der ligger lidt øst for selve Hjerk by på et af Sallings højeste punkter i den vestlige del af halvøen.